# Musca malaisei
Musca malaisei este o specie de muște din genul Musca, familia Muscidae, descrisă de Fritz Isidore van Emden în anul 1965.
Este endemică în Myanmar. Conform Catalogue of Life specia Musca malaisei nu are subspecii cunoscute.